# Villa Le Lac
Villa Le Lac är en villa vid Genèvesjön som uppfördes 1923–1924 av arkitekterna Le Corbusier och Pierre Jeanneret som bostad till Le Corbusiers föräldrar.
Villan, som ligger i Corseaux på nordsidan av Genèvesjön mellan Lausanne och Montreux, var den första moderna byggnaden som Le Corbusier ritade i Schweiz. Huset, som han beskrev som en "bomaskin" (machine à habiter), tillgodoser de mänskliga behoven på en yta på bara 64 kvadratmeter. Det har en öppen planlösning med ett långsmalt fönster mot Genévesjön och en trädgård på taket.
Villan utökades med en tillbyggnad år 1931 och den norra och västra fasaden kläddes med galvaniserad stålplåt. Den södra fasaden kläddes med aluminiumplåt år 1951. Byggnaden kulturskyddades år 1971 och drivs sedan 2012 som ett museum av stiftelsen Villa “Le Lac” Le Corbusier.
År 2016 utsågs villan, tillsammans med 16 andra byggnader som Le Corbusier har ritat, till världsarv av Unesco.